# فرماندهی مرزبانی جمهوری اسلامی ایران
فرماندهی مرزبانی جمهوری اسلامی ایران شاخه‌ای از فرماندهی انتظامی جمهوری اسلامی ایران است، که در زمینه کنترل مرزهای زمینی و دریایی کشور، حفظ و نگهداری میل‌های مرزی و سازماندهی امور مرزنشینان فعالیت می‌کند. پیشینه شکل‌گیری یگان مرزبانی به سال ۱۲۸۸ (معادل ۱۹۱۰ میلادی) و تأسیس ژاندارمری ایران بازمی‌گردد. فرم کنونی فرماندهی مرزبانی در سال ۱۳۷۰ از یگان‌های ژاندارمری تشکیل شد. در حال حاضر فرماندهی مرزبانی کنترل ۹۷ درصد از مرزهای ایران را برعهده دارد. هم‌اکنون سرتیپ احمدعلی گودرزی فرماندهی مرزبانی را برعهده دارد. 

## واحدهای سازمانی

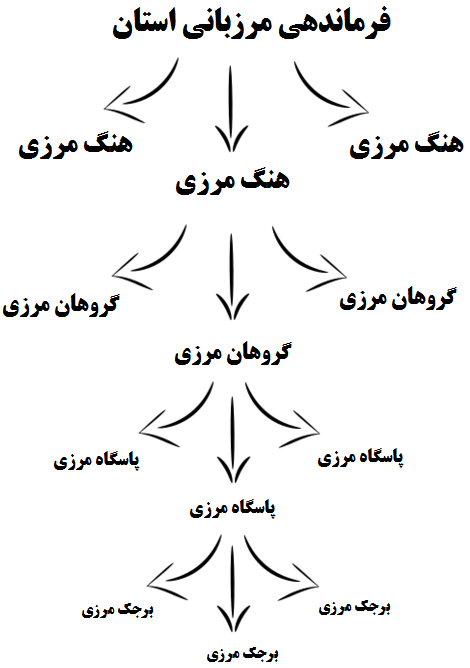
سلسله مراتب واحدهای سازمانی مرزبانی جمهوری اسلامی ایران

بالاترین واحد سازمانی در مرزبانی، فرماندهی مرزبانی مستقر در پایتخت است؛ در مرتبه بعد فرماندهی مرزبانی استان در مراکز استان‌های مرزی قرار دارد؛ فرماندهی مرزبانی هر استان دارای یک یا چند هنگ مرزی، هر هنگ مرزی دارای چند گروهان مرزی، هر گروهان مرزی دارای چند پاسگاه مرزی و هر پاسگاه مرزی دارای چند برجک مرزی است.

## دریابانی
فرماندهی دریابانی فراجا یکی از یگان‌های زیرمجموعه فرماندهی مرزبانی است، که وظیفه حفظ امنیت بخشی از آب‌های ایران را برعهده دارد. محدوده عملیاتی دریابانی ایران در سه حوزهٔ جغرافیایی دریای خزر، خلیج فارس و دریای عمان مستقر می‌باشد. ایران ۲۷۰۰ کیلومتر مرز آبی دارد که عمده فعالیت دریابانی از طریق ناوچه‌ها در جهت کنترل رفت‌وآمد غیرقانونی و قاچاق کالا استوار می‌باشد. هفت استان گیلان، مازندران، گلستان، خوزستان، سیستان و بلوچستان، هرمزگان و بوشهر دارای یگان دریابانی می‌باشند.